# Ghats orientaux
Pour les articles homonymes, voir Ghat.
Les Ghats orientaux sont une chaîne discontinue de montagnes érodées, limitant le plateau du Deccan dans l'Est de l'Inde. Elle est segmentée par le cours des quatre fleuves principaux de l'Inde méridionale : le Godavari, le Mahanadi, la Krishna, et la Kaveri, lesquels prennent leur source dans les Ghats occidentaux. Les sommets y sont moins élevés que dans la chaîne des Ghats occidentaux avec une altitude moyenne de 700 m à peine, mais culminent cependant à 1 300 m en Odisha. Ils y sont principalement composés de basaltes noirs.
La  chaîne se déroule du Bengale occidental au nord jusqu'au Tamil Nadu au sud, en traversant l'Odisha, le Telangana, l'Andhra Pradesh et le Karnataka, parallèlement au golfe du Bengale. La région jouit d'un sol fertile, elle n'est pas cependant aussi propice à la production hydro-électrique que la région des Ghats occidentaux.